# Furnos Minor
Furnos Minor (łac. Furnitanus Minor) – stolica historycznej diecezji w cesarstwie rzymskim, sufragania archidiecezji Kartagina, współcześnie znana jako Henchir-El-Msaadine w północnej Tunezji. Obecnie katolickie biskupstwo tytularne. W latach 1992–2009 biskupem tytularnym Furnos Minor był Henryk Tomasik, były biskup diecezjalny radomski.

## Biskupi
| Lp. | Biskup                        | Funkcja                                          | Od                | Do                   |
| --- | ----------------------------- | ------------------------------------------------ | ----------------- | -------------------- |
| 1   | Charles Journet               | kardynał-diakon (nominat)                        | 15 lutego 1965    | 22 lutego 1965       |
| 2   | Georges-Louis Mercier M. Afr. | emerytowany biskup Laghouat (Algieria)           | 11 stycznia 1968  | 13 października 1976 |
| 3   | Attilio Nicora                | biskup pomocniczy Mediolanu (Włochy)             | 16 kwietnia 1977  | 30 czerwca 1992      |
| 4   | Henryk Tomasik                | biskup pomocniczy siedlecki                      | 21 listopada 1992 | 16 października 2009 |
| 5   | William McGrattan             | biskup pomocniczy archidiecezji Toronto (Kanada) | 6 listopada 2009  | 8 kwietnia 2014      |
| 6   | Ernesto Maguengue             | biskup pomocniczy Nampuli (Mozambik)             | 6 sierpnia 2014   | 4 kwietnia 2022      |
| 6   | Adrian Put                    | biskup pomocniczy zielonogórsko-gorzowski        | 28 czerwca 2022   |                      |